# Avion
Avion ist eine französische Stadt mit 17.571 Einwohnern (Stand 1. Januar 2022) im Département Pas-de-Calais in der Region Hauts-de-France. Sie gehört zur Communauté d’agglomération de Lens-Liévin.

## Lage
Die Bergbaustadt Avion liegt im Nordfranzösischen Kohlerevier, unmittelbar südöstlich der Arrondissements-Hauptstadt Lens. Im Nordosten von Avion fließt der Souchez, der den Canal de Lens speist. Nachbargemeinden von Avion sind Lens im Norden, Sallaumines im Nordosten, Méricourt im Osten, Vimy im Süden, Givenchy-en-Gohelle im Südwesten, Liévin im Westen sowie Éleu-dit-Leauwette im Nordwesten.

## Geschichte
Im Hochmittelalter war Avion ein kleines Bauerndorf mit einer Windmühle und der um 1150 fertiggestellten Kirche Saint-Denis (nach ihrer Zerstörung 1680 wiedererrichtet). In der frühen Neuzeit war diese Region, wie das gesamte Artois, Teil der Spanischen Niederlande (bis 1659).
Aufgrund seiner Lage im Nordfranzösischen Steinkohlebecken, das sich von Valenciennes über Douai und Lens nach Bruay-la-Buissière erstreckt, wirkte sich die Industrielle Revolution auch auf Avion aus. Seit den frühen 1870er Jahren, als der erste Schacht auf Gemeindegebiet niedergebracht wurde, entwickelte sich die damals nur rund 1700 Bewohner beherbergende Kommune zu einer zeittypischen, rasant wachsenden Bergbaugemeinde, deren oberirdisches Ortsbild stark durch diesen Wirtschaftszweig geprägt wurde (Fördertürme, Lager- und Transporteinrichtungen, Zechenkolonien, Abraumhalden u. ä.). Zwei Bergbaugesellschaften, die compagnies des mines von Lens und Liévin, waren dort tätig. Insbesondere nach dem Ersten Weltkrieg kamen zahlreiche Polen – nicht selten nach einer Zwischenstation im Ruhrgebiet − als Bergleute in diese Region. Nach dem Zweiten Weltkrieg und der Befreiung des Landes von der deutschen Besetzung wurde der Kohlebergbau in Frankreich und somit auch die Minengesellschaften von Lens und Liévin im Mai 1946 aus politischen wie ökonomischen Gründen (bataille du charbon, dt. „Schlacht um die Kohle“) nationalisiert und ging in den Houillères Nationales du Bassin Nord-Pas-de-Calais auf. Um 1960, kurz vor Einsetzen der Kohlekrise, überschritt Avions Einwohnerzahl die 20.000er-Marke.
Mit der Einstellung der Kohleförderung (1988), dem damit einhergehenden Verlust an Arbeitsplätzen und dem erforderlichen Strukturwandel setzte eine langsame Umkehr dieses Wachstumsprozesses ein. Bergbauliche Aktivitäten haben sich im frühen 21. Jahrhundert auf die Förderung von Grubengas reduziert. Die Fortschritte der Renaturierung von Flächen, die noch auf die ehemalige Ausbeutung der Kohlevorkommen hinweisen, ist besonders augenfällig am bis zu 119 Meter hohen terril d’Avion, auch terril des Pinchonvalles genannt, einer der von Längenausdehnung und Volumen her größten europäischen Abraumhalden. Sie ist heute überwiegend bewaldet, steht unter Naturschutz und ist Teil einer überörtlichen Grünachse.

### Einwohnerentwicklung
| Jahr                       | 1962   | 1968   | 1975   | 1982   | 1990   | 1999   | 2006   | 2016   | 2022   |
| -------------------------- | ------ | ------ | ------ | ------ | ------ | ------ | ------ | ------ | ------ |
| Einwohner                  | 20.781 | 22.422 | 22.894 | 21.023 | 18.534 | 18.298 | 17.932 | 17.900 | 17.571 |
| Quellen: Cassini und INSEE |        |        |        |        |        |        |        |        |        |

## Sehenswürdigkeiten

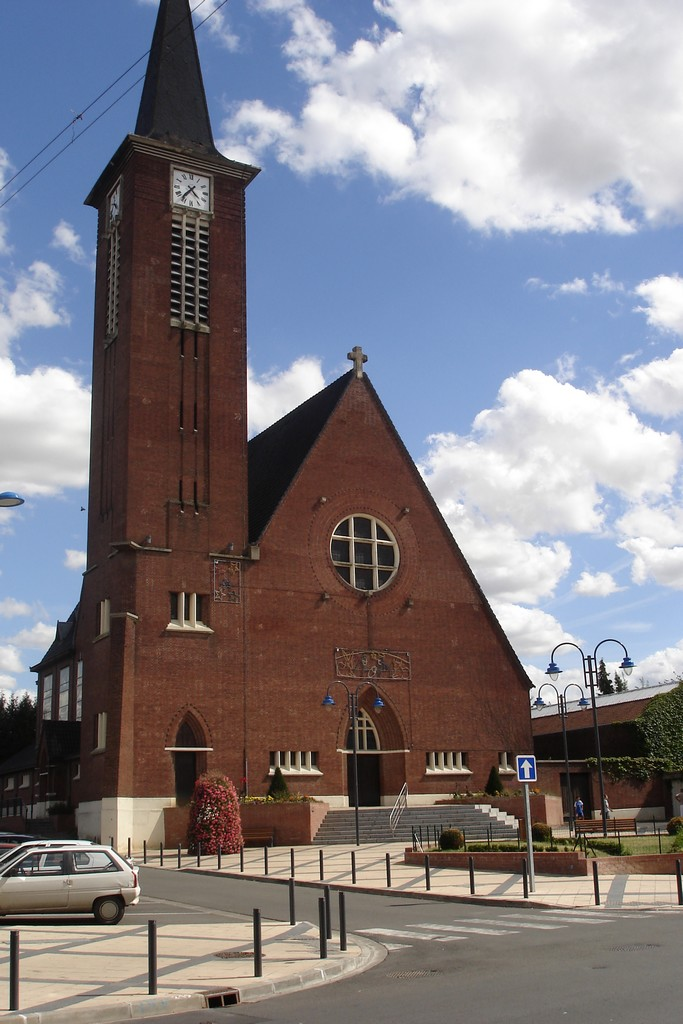
Kirche Saint-Denis
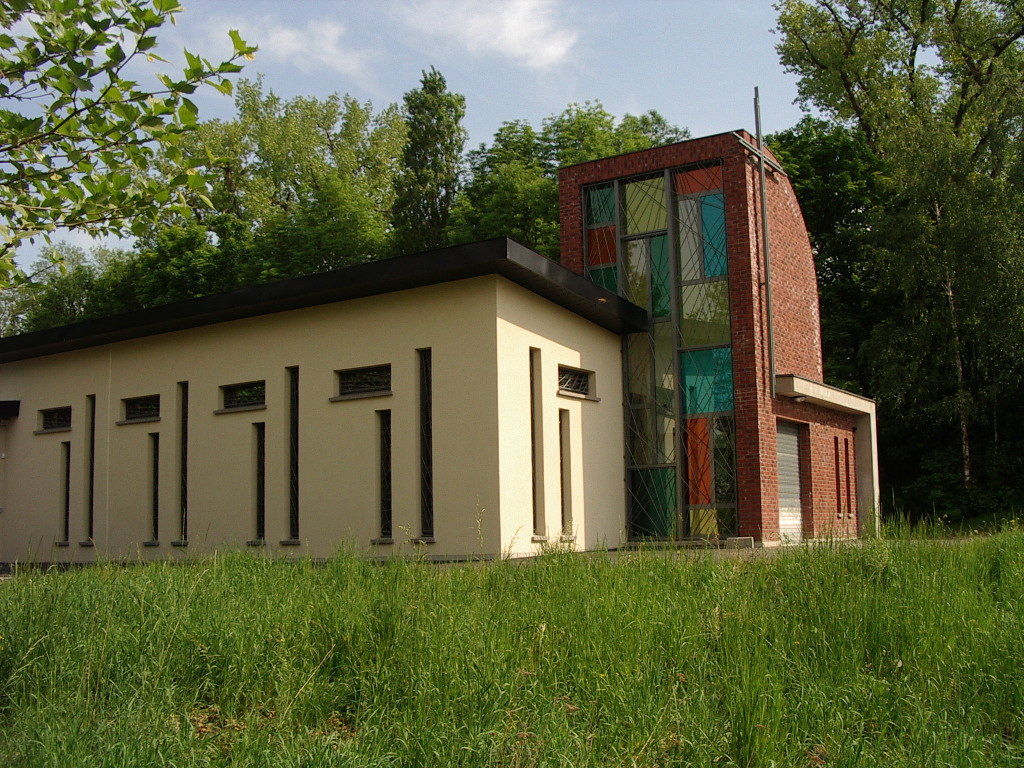
Kirche Saint-éloi
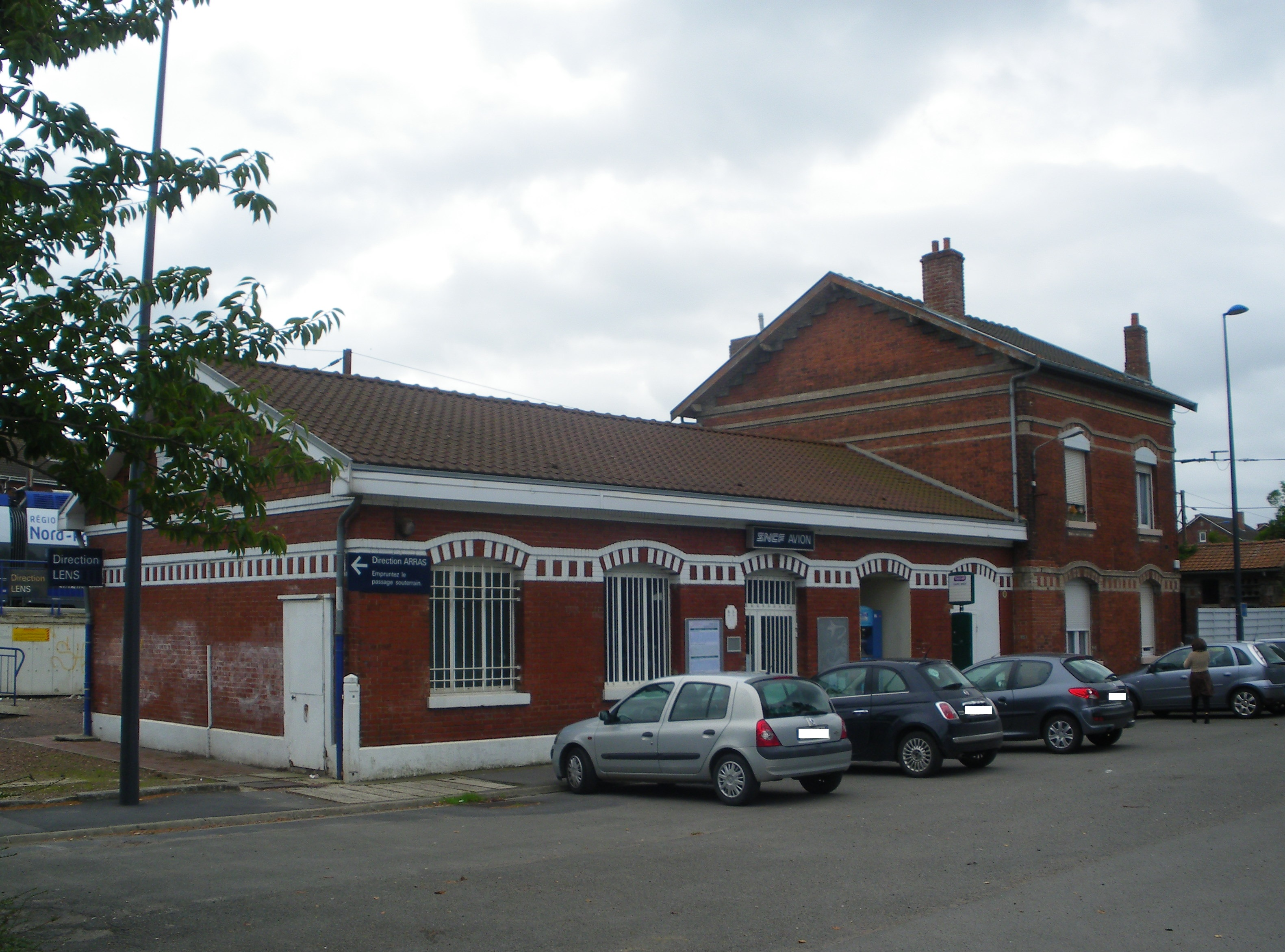
Bahnhof
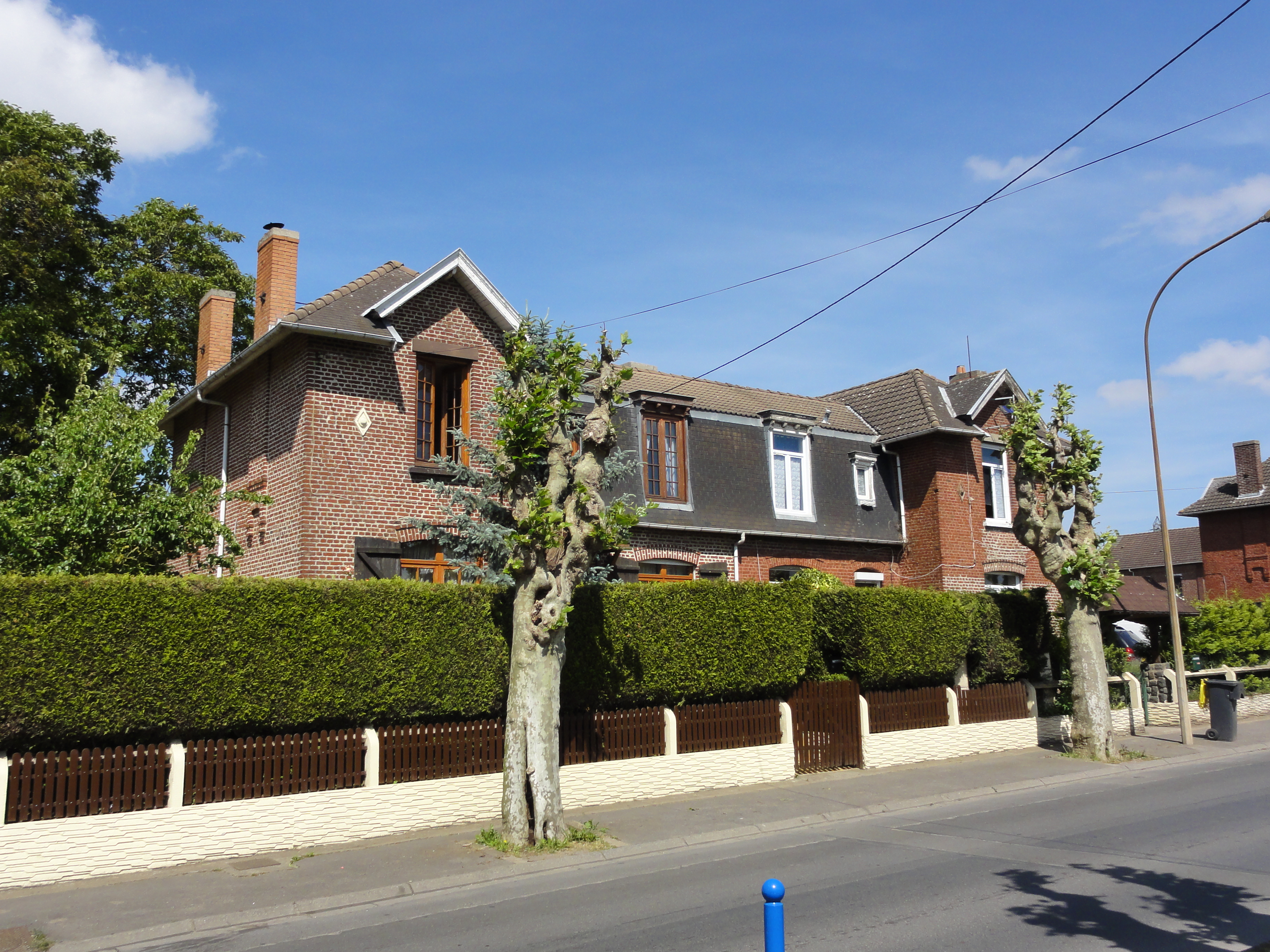
Haus in der Bergarbeitersiedlung „Cités de la fosse n° 7 - 7 bis“
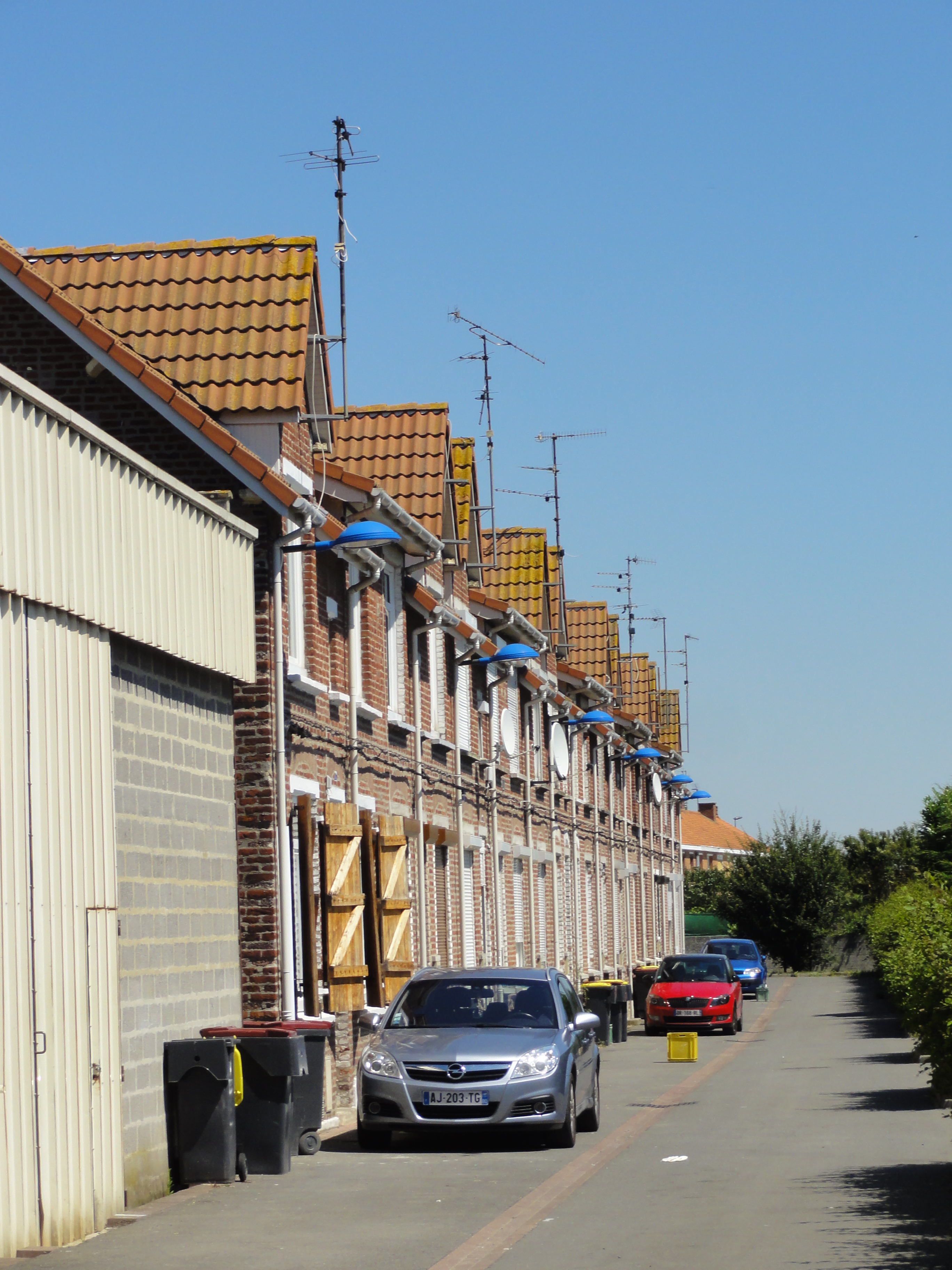
Bergarbeiterhäuser in der „Cité de la Station Centrale“
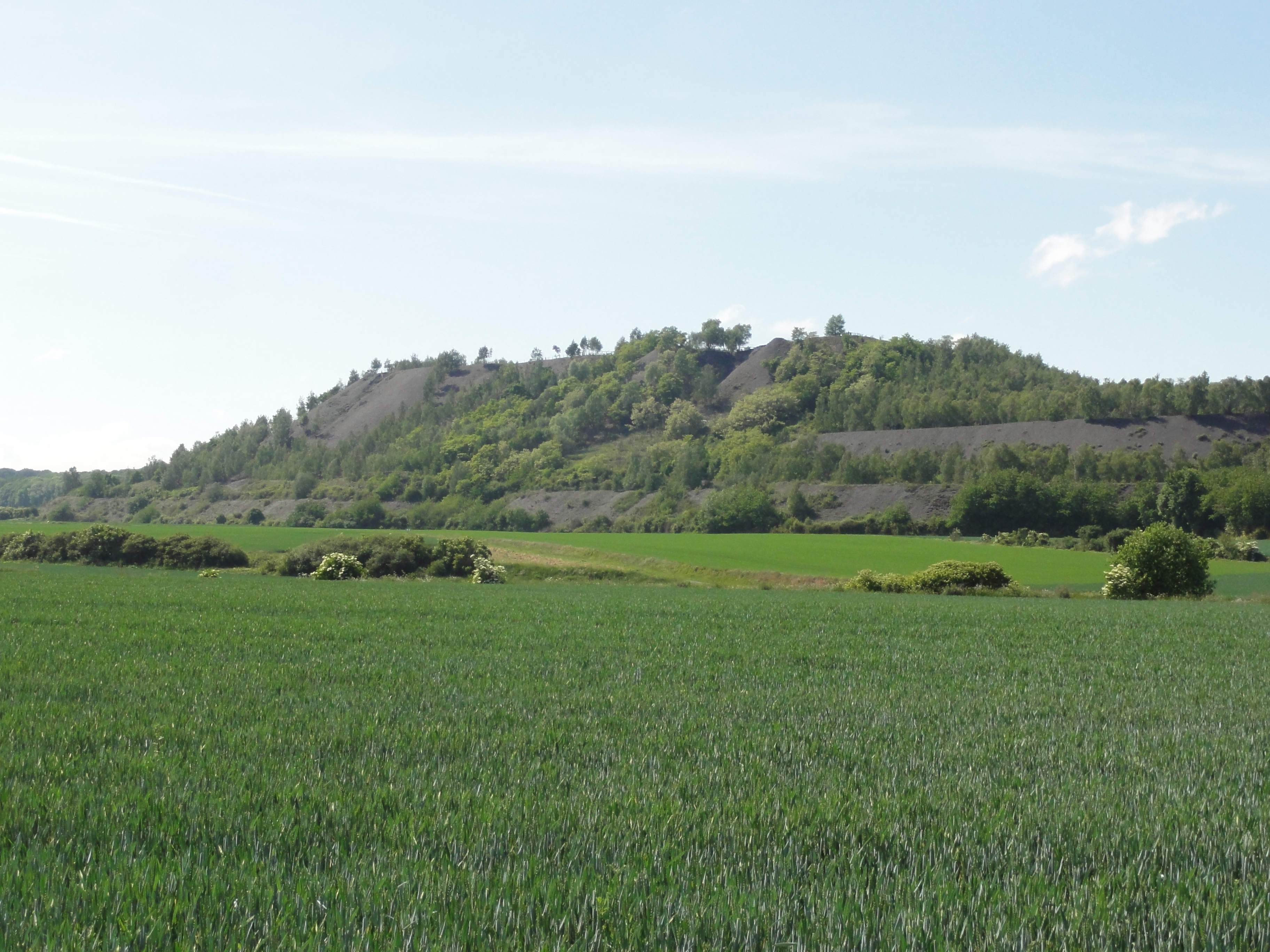
Abraumhalde „Terril n° 75 des Pinchonvalles“
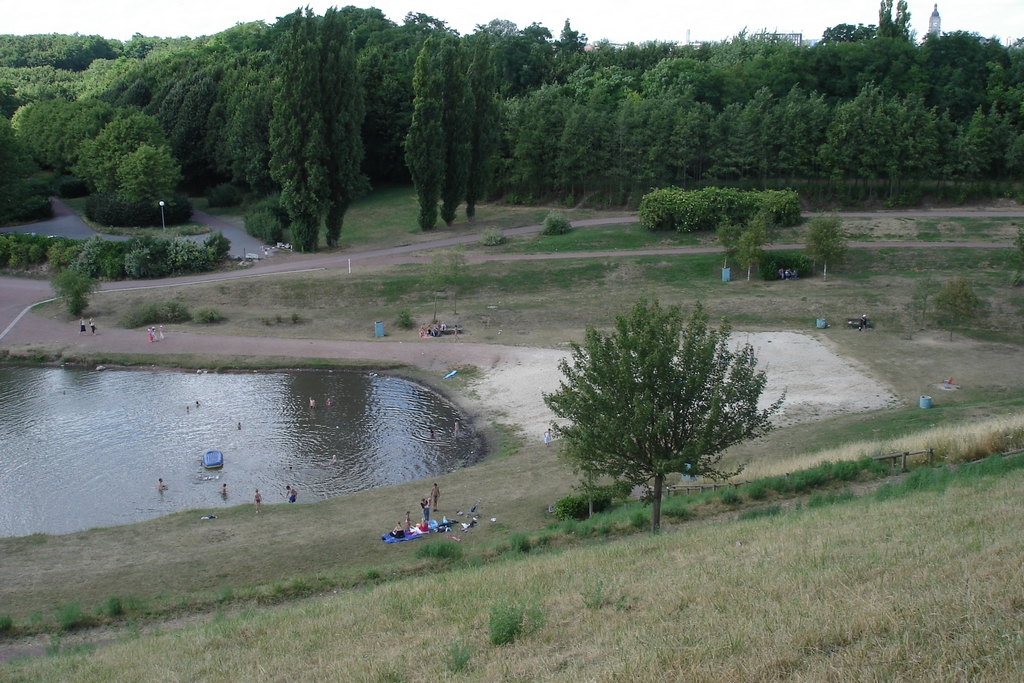
Glissoire-Park

- Kirche Saint-Denis
- Kirche Saint-Éloi
- Bahnhof
- Haus in der Bergarbeitersiedlung „Cités de la fosse n° 7 - 7 bis“
- Bergarbeiterhäuser in der „Cité de la Station Centrale“
- Abraumhalde „Terril n° 75 des Pinchonvalles“
- Glissoire-Park

## Persönlichkeiten
- Jean Wyart (1902–1992), französischer Kristallograph
- Théodore Szkudlapski (1935–2006), französischer Fußballspieler
- Timothée Kolodziejczak (* 1991), französischer Fußballspieler

## Städtepartnerschaften
Avion pflegt Partnerschaften mit der englischen Stadt Doncaster, der Stadt Oelsnitz/Erzgeb. in Deutschland sowie mit Zgorzelec in Polen.